# Invasão otomana da Valáquia
A Valáquia é uma província histórica da Romênia, que por diversas vezes esteve em luta contra as forças do Império Otomano. A Romênia era formada desde a Idade Média pelos principados da Valáquia, da Moldávia e da Transilvânia. A Valáquia e a Moldávia haviam sido conquistadas pelo Império Otomano nos séculos XV e XVI, já a Transilvânia que havia caído sob o controle do Império Húngaro no século XII também foi anexada pelo Império Otomano no século XVI.
Os otomanos desde o início do século XV tentaram trazer a Valáquia sob o seu controle, tentando colocar seu próprio candidato no trono. Consideravam a Valáquia como uma zona-tampão entre eles e o Reino da Hungria e por um tributo anual não se intrometiam em seus assuntos internos. Em 1462, o sultão otomano Maomé II, o Conquistador decidiu invadir a Valáquia enfrentando as forças de Vlad III.

## Antecedentes

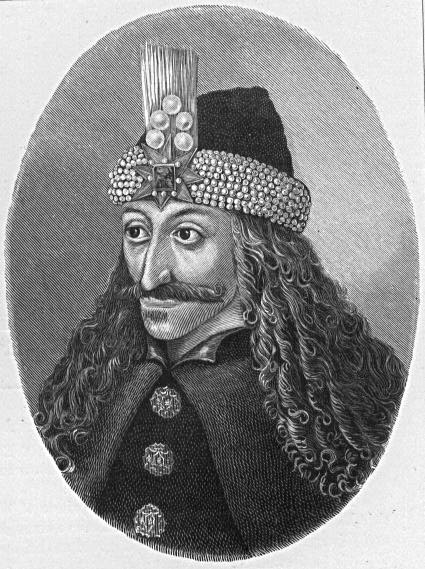
Vlad Ţepeş

Em 1460, sob o reinado de Vlad III, o Empalador, a Valáquia se tornara um país forte e sua economia havia se desenvolvido de modo a assegurar sua capacidade de resistir aos muçulmanos. Vlad havia tomado várias medidas de contenção contra os mercadores, sobretudo os mercadores saxões, que segundo ele pensava, atrapalhavam o comércio wallachiano. Anualmente, para evitar atritos com os turcos, Vlad Draculea pagava tributo ao Sultão. Sete anos após a queda de Constantinopla, a Valáquia continuava a ser uma área disputada. Na época de Vlad Dracul (pai de Vlad Draculea) ela era uma área neutra, e o próprio Dracul cuidava de fazer um jogo de apaziguamento entre os otomanos e os húngaros.
No mesmo ano de 1460 os Otomanos, bastante perspicazes, começaram a assediar as fronteiras do reino de Vlad III. Aparentemente ele ignorou tais atos até 1461, quando acorreu na direção das fronteiras, após vários castelos já terem sido tomados pelos otomanos. A paciência de Draculea havia se esgotado. Maior mostra disso é o fato dele não só ter recuperado todos os castelos, por meio de incursões que evitaram as emboscadas turcas, como também avançou em território turco até a cidade de Giurgiu, onde seus soldados entraram disfarçados de turcos. O resultado disso foi a tomada da cidade e o empalamento dos sobreviventes. O próprio Vlad Draculea descreve, segundo alguns documentos da época, que matou cerca de 23.000 pessoas, sem contar os que foram mortos sem seu testemunho, ou queimando dentro de suas casas.

## A decisão é tomada

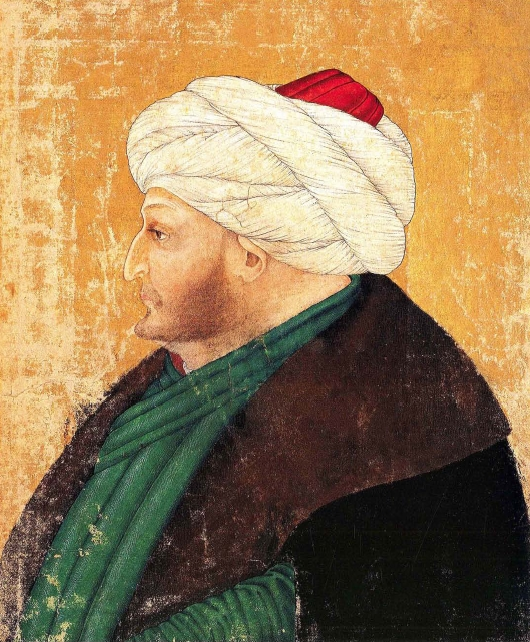
Imagem de no século XV

Mais tarde, em 1459, o sultão otomano Maomé II, o Conquistador mandou enviados para instar Vlad a pagar um tributo tardio de 10.000 ducados e 500 recrutas para as forças otomanas. Vlad se recusou e matou os enviados turcos sob o pretexto de que eles se recusaram a levantar seus "chapéus" para ele, pregando seus turbantes em suas cabeças.
Em 1462, o Sultão decidiu invadir a Valáquia. As atrocidades de Draculea contra as tropas turcas haviam sido a gota d'água. Nesse momento, ele concebeu o plano de destronar Draculea e colocar seu irmão mais novo, Radu, no seu lugar.
Nas vésperas da invasão, Draculea pedira reforços contra os turcos. Nenhum destes reforços prometidos pelos países cristãos que eram inimigos dos turcos, de fato, foi enviado. Draculea teria que enfrentar, com apenas 30.000 soldados, uma força de cerca de 60.000 soldados turcos.

## O primeiro embate entre wallachianos e turcos
A invasão foi feita pela travessia do rio Danúbio, que dividia os territórios de ambos os adversários. Após atravessá-lo, os turcos tiveram seu primeiro contato com as tropas de Draculea. Inesperado ou não, o ataque de Draculea foi muito bem empregado, e ele aproveitou ao máximo as condições do terreno que lhe eram favoráveis. E o terreno é a Floresta da Valáquia.
Assim que um certo contingente havia descido dos navios, a cavalaria ligeira de Draculea os atacou, na tentativa de impedi-los de estabelecer uma cabeça-de-ponte. Mesmo com todas as vantagens táticas, Draculea foi forçado a recuar para dentro do país. Isso por que no calor da batalha, o Sultão convocara sua tropa de janízaros, que, após algumas tentativas, conseguiu estabelecer um ponto de desembarque de sua artilharia. A cavalaria de Draculea não era páreo para os canhões otomanos. Draculea se retirou após infligir pesadas baixas no lado otomano.

## Draculea se retira
Vlad Draculea sabia que nunca poderia enfrentar o exército otomano em uma batalha em campo aberto. Além disso, ele sabia que não poderia arriscar outro tipo de estratégia contra os canhões turcos sem comprometer seu próprio exército, quiçá, destruí-lo. Draculea, aliás, sabia exatamente o que fazer.
Nos dias posteriores seriam dias negros para as tropas otomanas recém chegadas. Draculea, com grande resolução, estava disposto a tornar o nome da Wallachia em um nome de uma terra calcinada pela sua tática mais brilhante: a tática de terra arrasada.
Após se retirar para dentro da Wallachia, Draculea iniciou sua tática: queimou plantações, envenenou fontes e suprimentos de água. Isso impediria em muito o avanço dos turcos pelo território, já que as tropas medievais não recebiam apoio logístico. Os turcos sabiam que poderiam passar fome, já que a comida se tornaria escassa. A reputação de Draculea também contribuía para alimentar os temores dos turcos.
Durante o dia, o clima valáquio (quente e incómodo) trazia aos turcos uma mostra de que a caminhada seria árdua. Durante a noite, o Líder Wallachiano comandava pequenas incursões às fileiras turcas, que eram geralmente bem sucedidas em seu objetivo: surpreender e matar um bom número de inimigos, antes de partir com poucas baixas, senão nenhuma. O estress gerado pela necessidade de estar alerta durante longos períodos de tempo, causava uma fadiga muito grande nas tropas.
Estas táticas de guerrilha permitiram a Draculea reunir um contingente de cerca de 10.000 homens a cavalo em uma floresta nos arredores da capital, Tirgoviste. No dia 17 de Junho de 1462, as tropas turcas acamparam nas proximidades. Draculea conseguira informações importantes sobre as defesas e organização do acampamento por meio de prisioneiros que torturara. Assim, durante a noite, ele liderou pessoalmente um ataque ao acampamento do Sultão, visando sua captura (provavelmente para forçar o retrocesso das tropas).
A cavalaria de Draculea irrompeu pelo acampamento otomano, e deu contra as tropas asiáticas, desbaratando-as.
Os soldados se mantinham em fileiras cerradas. Draculea procurou e identificou a tenda que supostamente seria a do Sultão. Sua cavalaria se abateu sobre ela, e os seus defensores conseguiram mantê-la por certo tempo. Depois de muitos ataques, descobriu-se que a tenda do sultão era outra. Porém, já era tarde demais: os janízaros já haviam se agrupado em torno de tenda certa, e eram praticamente inexpugnáveis.
Draculea recuou novamente, antes que o resto dos soldados entrasse em ação. A popularidade do Sultão Maomé II ficou abalada desde então, pois, ele fugira do acampamento e só retornara pela manhã. Os números das baixas variam de 7.000 a 50.000, obviamente um exagero.
O ataque de Vlad tinha sido mal-sucedido, porém, ele já havia preparado uma outra estratégia ainda mais perturbadora.

## Os turcos retrocedem
Durante a marcha para a capital, os turcos nada imaginavam a respeito do que os esperava. Em uma faixa de terra de cerca de 3 km por 1 km, Draculea mandara empalar cerca de 20.000 pessoas, boa parte prisioneiros turcos. Ao avistar aquela paisagem terrível, os turcos receberam um choque que nunca iriam esquecer.
A retirada foi ordenada imediatamente. A cavalaria de Draculea ainda sim não cessou seus assédios até ver os turcos passarem pela fronteira.

## Radu decide ficar
Mesmo com a derrocada turca, o sultão permitiu que Radu permanecesse em território Wallachiano com um pequeno contingente. Ele pretendia mexer com a mesma arma que Draculea conhecia bem, que era o medo. Porém, desta vez, para destronar o irmão, ele recorreu à própria população Wallachiana. É fato que a população estava cansada de guerras. Os últimos vinte anos haviam se passado sob a sombra inexorável da guerra, além da figura reinante na Wallachia. Os boiardos, que eram a aristocracia wallachiana, também apoiaram Radu contra o seu irmão, isso por que haviam sido maltratados e perseguidos por ele no início de seu reinado. Houve uma guerra civil entre Radu e Draculea, de onde Draculea saiu perdedor. Um ano após o início da guerra civil, Draculea se retirava para um castelo no alto dos Montes Cárpatos.
Radu perseguiu o irmão até que isso provocasse o suicídio da esposa de Draculea, por que esta preferira saltar da torre do castelo, a ser humilhada pela captura.
Nos anos seguintes, Draculea forjaria novamente seus planos de retornar para a Valáquia e para o trono que acreditava ser seu por direito.